# Diamantina
För andra betydelser, se Diamantina (olika betydelser).
Diamantina är en stad och kommun i delstaten Minas Gerais i östra Brasilien. Hela kommunen har cirka 50 000 invånare varav ungefär två tredjedelar bor i själva centralorten.
Staden grundades under tidigt 1700-tal under namnet Arraial do Tijuco och har idag en välbevarad gammal stadskärna i brasiliansk barockstil. Gamla staden i Diamantina har därför klassats som ett världsarv. Som namnet antyder var staden under 1700- och 1800-talen ett centrum för diamantbrytning.

## Administrativ indelning
Kommunen var år 2010 indelad i elva distrikt:
- Conselheiro Mata
- Desembargador Otoni
- Diamantina
- Extração
- Guinda
- Inhaí
- Mendanha
- Planalto de Minas
- São João da Chapada
- Senador Mourão
- Sopa

## Befolkningsutveckling
| Område           | Areal (km²)   | Invånarantal 1 augusti 2000 | Invånarantal 1 augusti 2010 | Invånarantal 1 juli 2014 |
| ---------------- | ------------- | --------------------------- | --------------------------- | ------------------------ |
| Kommun           | 3 891,66      | 44 259                      | 45 880                      | 47 803                   |
| Urban befolkning | Ingen uppgift | 37 774                      | 40 064                      | Ingen uppgift            |
| Centralort       | Ingen uppgift | 29 569                      | 32 891                      | Ingen uppgift            |